# Fobos-Grunt
Fobos-Grunt (rus. Фобос-Грунт) byla nepilotovaná mise Ruska na Phobos, jeden z měsíců Marsu. Jednalo se o první meziplanetární misi Ruska od nepodařené mise Mars 96. Start proběhl 8. listopadu 2011 z kosmodromu Bajkonur, do vesmíru sondu vynesla raketa Zenit-2SB. Po oddělení druhého stupně nosné rakety však nedošlo k zážehu raket, které měly sondu navést na dráhu k Marsu. Sonda zůstala na nízké oběžné dráze Země, pokusy o spojení nepřinesly užitečné výsledky a neovládaný Fobos-Grunt 15. ledna 2012 zanikl v atmosféře Země.

## Historie projektu
Anatolij Perminov, ředitel Ruské kosmické agentury, v roce 2006 oznámil, že plánuje uzavřít kontrakt s Čínou. Dohoda spočívala v tom, že společně s ruskou sondou poletí k Marsu i čínská sonda Yinghuo-1. Start se plánoval na rok 2009, byl však odložen na příští startovní okno roku 2011. Po 10–11,5 měsíční pouti vesmírem se měla čínská sonda oddělit od sondy Fobos-Grunt a vstoupit na rovníkovou oběžnou dráhu kolem Marsu. Čínská sonda poté měla setrvat na oběžné dráze po dobu jednoho roku, zatímco Fobos-Grunt měl pokračovat k Phobosu.
Mise Fobos-Grunt byla koncipována jako mise s návratem vzorku zpět na Zemi, podobně jako např. sovětská Luna přinesla vzorky měsíční horniny. „Grunt“ (грунт) znamená rusky půda nebo hornina. Fobos-Grunt měl také studovat Mars a podmínky na něm, jeho atmosféru, prachové bouře, plazmu a radiaci.
Vývoj sondy začal v roce 2001 a předběžný design byl dokončen v roce 2004, poté byl zahájen výběr vědeckých nástrojů. Pro tuto misi byl také vytvořen elektrický tryskový pohon.

## Cíle mise
- Získat vzorky hornin Marsova měsíce Phobos a úspěšně se s nimi vrátit na Zemi
- Studovat Phobos z oběžné dráhy, provádět dálková měření a rozbory složení povrchu měsíce
- Sledovat chování atmosféry Marsu, zkoumat příčiny vzniku prachových bouří
- Zkoumat okolí Marsu včetně radiace, plazmatu a prachu

## Vypuštění sondy
Start proběhl 8. listopadu 2011 z kosmodromu Bajkonur, do vesmíru sondu vynesla raketa Zenit-2SB. Po oddělení druhého stupně nosné rakety však nedošlo k zážehu raket, které měly sondu navést na dráhu k Marsu. Sonda zůstala na oběžné dráze Země (perigeum 207 km, apogeum 342 km, oběžná doba 90 minut, sklon dráhy 51,43°).

## Na oběžné dráze

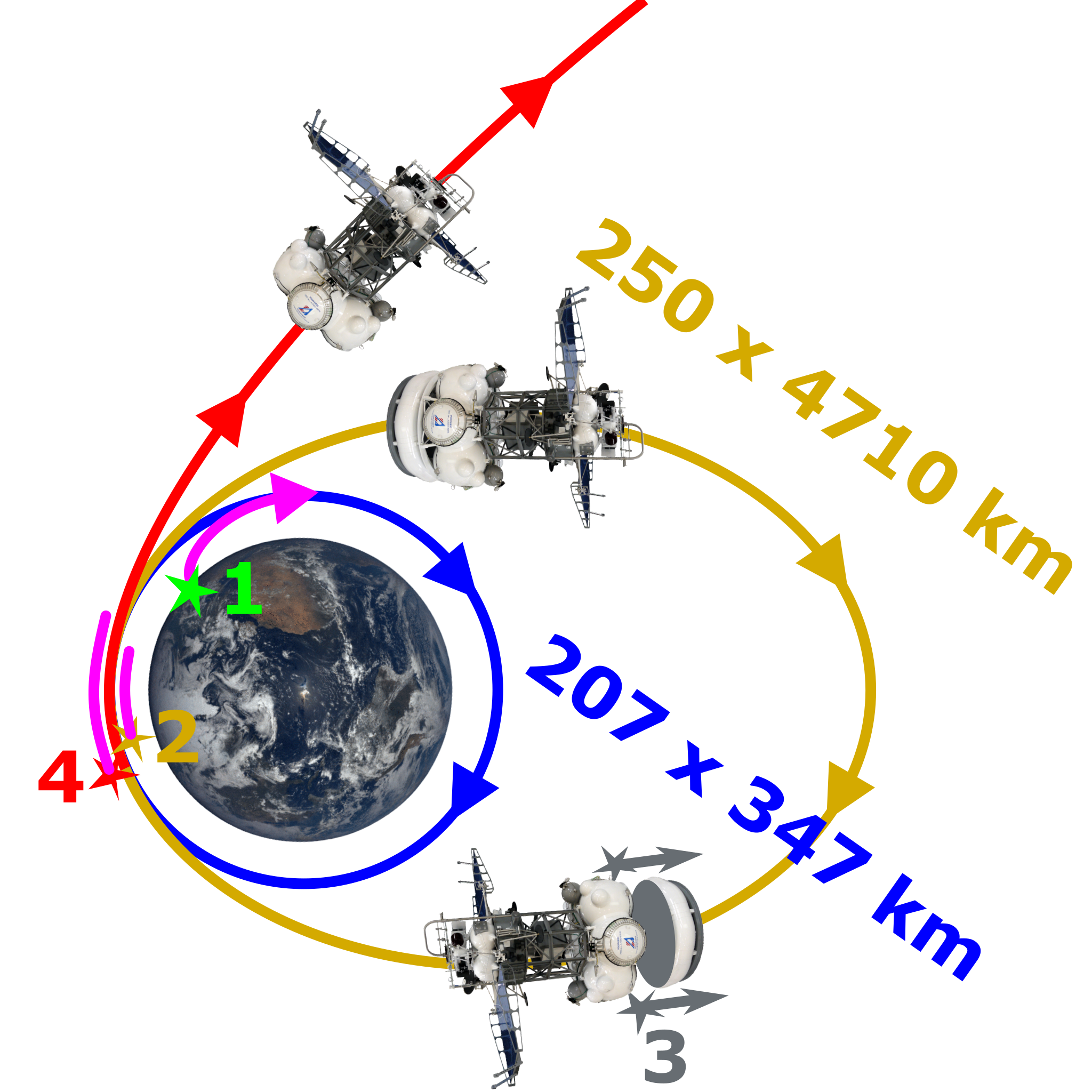
Plán sondy na oběžné dráze: 1. Vypuštění z Bajkonuru 2. První zážeh 3. Oddělení palivové nádrže 4. Druhý zážeh (odlet k Marsu)

Sonda nebyla nalezena na své plánované dráze po prvním zážehu a byla následně objevena na své prvotní oběžné dráze. Nejprve měli inženýři asi tři dny k záchraně sondy předtím, než se vyčerpají baterie. Poté však bylo zjištěno, že solární panely se rozvinuly a inženýři měli více času na obnovení kontroly.
22. listopadu stanice ESA v australském Perthu krátce navázala první spojení se sondou poté, co vyslala k sondě příkaz k zapnutí jednoho z vysílačů. 23. listopadu se stanici v Perthu znovu podařilo navázat spojení se sondou na šest minut. Množství informací získaných během tohoto přenosu nebylo dostačující, a proto nebylo možné identifikovat problém. Sonda nereagovala na příkazy ESA zaslané k zážehu a zvýšení své oběžné dráhy. Roskosmos tyto příkazy poskytl společnosti ESA.
Další signály zachytila stanice v Bajkonuru v Kazachstánu 24. listopadu, ale snahy o kontakt se sondou selhaly. Signály prokázaly, že rádiové zařízení sondy bylo v provozu. Podle Roskosmosu byla sonda funkční, stabilně orientovaná a nabíjela baterie prostřednictvím svých solárních panelů. Koncem listopadu se ESA znovu neúspěšně snažila zaslat sondě příkazy k zažehnutí motorů. Pracovník ESA tehdy uvedl, že by mohl být problém s napájením sondy. ESA se rozhodla ukončit úsilí o kontaktování sondy 2. prosince 2011. Roskosmos prováděl pokusy o kontaktování dokud sonda nevstoupila do atmosféry.
Vesmírné operační středisko USA identifikovalo sondu na začátku prosince v eliptické dráze v nadmořské výšce mezi 209 kilometry a 305 kilometry, sonda však padala k zemi několik kilometrů každý den. Dráha sondy se postupně snižovala (112–125 km k 15. lednu), až 15. ledna 2012 zanikla v atmosféře Země.

## Po zaniknutí
Podle šéfa Roskosmosu, Vladimíra Popovkina, mohlo být selhání sondy výsledkem sabotáže jiné země. Uvedl také, že riziková technická rozhodnutí byla učiněna z důvodu omezeného financování. Anonymní ruský úředník koncem ledna spekuloval, že americký radar umístěný na Marshallových ostrovech mohl neúmyslně zabránit misi, neuvedl však žádný důkaz.
Roskosmos koncem ledna uvedl, že kosmické záření mohlo poškodit dvě operační paměti palubního počítače a způsobit restart počítače a přechod do pohotovostního režimu. Někteří průmysloví experti to však zpochybnili s tím, že záření není tak vysoce účinné na nízké oběžné dráze, uvnitř ochrany magnetického pole Země.
6. února 2012 komise dospěla k závěru, že mise se nezdařila z důvodu chyby v programování, která vedla k současnému restartu dvou pracovních kanálů palubního počítače. Zásobník rakety se kvůli restartu nikdy nezažehl a zanechal plavidlo uvízlé na oběžné dráze Země.

## Vědecké zařízení
- Televizní systém pro navigaci
- Plynový chromatograf:
  - Tepelný diferenciální analyzátor
  - Plynový chromatograf
  - Hmotnostní spektrometr
- Spektrometr záření gama
- Neutronový spektrometr
- Alpha X spektrometr
- Seismometr
- Dlouhovlnný radar
- Infračervený spektrometr
- Měřič prachu
- Iontový spektrometr
- Optický sluneční senzor